# Herrestad, Uddevalla kommun
För andra betydelser, se Herrestad.
Herrestad är en tidigare tätort i Uddevalla kommun och kyrkbyn i Herrestads socken belägen vid E6:an, cirka fem kilometer väster om centrala Uddevalla. Orten räknas sedan 2015 som en del av tätorten Uddevalla.

## Befolkningsutveckling
| Befolkningsutvecklingen i Herrestad (tätort) 1960–2010                                 | Befolkningsutvecklingen i Herrestad (tätort) 1960–2010 | Befolkningsutvecklingen i Herrestad (tätort) 1960–2010 | Befolkningsutvecklingen i Herrestad (tätort) 1960–2010 | Befolkningsutvecklingen i Herrestad (tätort) 1960–2010 |
| -------------------------------------------------------------------------------------- | ------------------------------------------------------ | ------------------------------------------------------ | ------------------------------------------------------ | ------------------------------------------------------ |
|                                                                                        |                                                        |                                                        |                                                        |                                                        |
| År                                                                                     |                                                        |                                                        | Folkmängd                                              | Areal (ha)                                             |
| 1960                                                                                   | 1960                                                   |                                                        | 992                                                    |                                                        |
| 1965                                                                                   | 1965                                                   |                                                        | 1 138                                                  |                                                        |
| 1970                                                                                   | 1970                                                   |                                                        | 1 171                                                  |                                                        |
| 1975                                                                                   | 1975                                                   |                                                        | 1 513                                                  |                                                        |
| 1980                                                                                   | 1980                                                   |                                                        | 2 209                                                  |                                                        |
| 1990                                                                                   | 1990                                                   |                                                        | 2 132                                                  | 176                                                    |
| 1995                                                                                   | 1995                                                   |                                                        | 2 434                                                  | 191                                                    |
| 2000                                                                                   | 2000                                                   |                                                        | 2 440                                                  | 193                                                    |
| 2005                                                                                   | 2005                                                   |                                                        | 2 412                                                  | 196                                                    |
| 2010                                                                                   | 2010                                                   |                                                        | 2 583                                                  | 199                                                    |
| Anm.: Namnändring 1975 från Kissleberg till Herrestad. Sammanvuxen med Uddevalla 2015. |                                                        |                                                        |                                                        |                                                        |

## Samhället
I Herrestad finns Herrestads kyrka samt två skolor, Herrestadsskolan (0-6) och Norgårdenskolan (0-9). Strax intill ligger Torp köpcentrum.
Norr om Herrestad hittar man friluftsområdet/naturreservatet Herrestadsfjället. I detta område finns TV-masten Herrestadmasten, som med sina 332 meter är en av Sveriges högsta byggnadskonstruktioner.

## Idrott
Orten har en idrottsförening, Herrestads Allmänna Idrottsförening (HAIF) som mestadels ägnar sig åt fotboll, innebandy, orientering och gymnastik.